# Giovanni Antonio Pellegrini
Giovanni Antonio Pellegrini (Venezia, 29 aprile 1675 – Venezia, 2 o 5 novembre 1741) è stato un pittore italiano.

## Biografia
Apprese il mestiere alla bottega del pittore lombardo Paolo Pagani, ma trovò poi più congeniale la pittura rococò di Sebastiano Ricci, soprattutto nella struttura e nelle ombreggiature dei colori. A Roma conosce Luca Giordano, il cui influsso si riconosce nei soffitti di Palazzo Albrizzi di Venezia, 1701-02 e nel soffitto della Pontificia Biblioteca Antoniana a Padova, del 1702. Due anni dopo, nel 1704, sposandone la sorella, divenne cognato di Rosalba Carriera, esponente della pittura veneziana.
La sua fama si accrebbe e lo portò a lavorare anche all'estero: nel 1708 andò a Londra con Marco Ricci, dove eseguì vari cicli pittorici in stile rococò. Nel 1713 a Düsseldorf dipinse per il principe elettore Giovanni Guglielmo una serie di quattordici allegorie di Bensberg, oggi custodite nel Castello di Schlessheim in Baviera, dove si nota la frammistione dello stile di Pellegrini con l'inventiva di riccesca.
Nel 1716 dipinse ad Anversa i Quattro Elementi commissionata dalla Gilda dei Birrai; nel 1720 a Parigi affrescò i soffitti della Banque Royale e nel 1727 a Vienna la cupola della Chiesa delle Salesiane.

## Opere
- Achille scoperto tra le figlie di Licomede, olio su tela, 128 x 103 cm
- Carità romana, olio su tela, 85 x 72 cm
- Il ritorno di Iefte, olio su tela
- La famiglia di Dario davanti ad Alessandro, olio su tela, 159,2 x 210,3 cm
- La regina Tomiri, olio su tela, 123 x 97 cm
- Le nozze di Alessandro Magno, olio su tela, 148 x 223 cm
- Flora e Zefiro, olio su tela, 94,5 x 81,5 cm
- Santa Caterina, olio su tela, 67 x 57 cm
- Il bagno di Betsabea, olio su tela, 102 x 85 cm
- Euterpe, olio su tela, 66 x 56 cm
- Minerva con un putto, olio su tela, 69 x 46 cm
- Venere e Cupido, olio su tela, 91 x 70 cm
- Venere, Cupido ed un fauno, olio su tela, 127,5 x 102,2 cm
- Davide riceve i pani da Achimelech, chiesa di Sant'Agata (cappella del Santissimo Sacramento), Brescia
- Elia confortato dall'angelo, chiesa di Sant'Agata (cappella del Santissimo Sacramento), Brescia
- Vergine in trono con San Cesareo e Giuseppe, Cappella di San Giuseppe, Cattedrale, Padova
- San Lorenzo Giustiniani e San Giorgio, secondo decennio del XVIII secolo, Fondazione Giorgio Cini, Venezia